# Megalomma multioculatum
Megalomma multioculatum är en ringmaskart som beskrevs av Fitzhugh 2002. Megalomma multioculatum ingår i släktet Megalomma och familjen Sabellidae. Inga underarter finns listade i Catalogue of Life.